# Újfehértó
Újfehértó este un oraș în districtul Nyíregyház, județul Szabolcs-Szatmár-Bereg, Ungaria, având o populație de 13.244 de locuitori (2011). 

## Demografie
Componența etnică a orașului Újfehértó
     Maghiari (98,4%)
     Necunoscut (0,29%)
     Alții (1,31%)
Componența confesională a orașului Újfehértó
     Greco-catolici (27,27%)
     Reformați (22,19%)
     Romano-catolici (21,9%)
     Fără religie (3,71%)
     Necunoscută (24,36%)
     Alte religii (1,46%)
Conform recensământului din 2011, orașul Újfehértó avea 13.244 de locuitori. Din punct de vedere etnic, majoritatea locuitorilor (98,4%) erau maghiari. Apartenența etnică nu este cunoscută în cazul a 0,29% din locuitori. Nu există o religie majoritară, locuitorii fiind greco-catolici (27,27%), reformați (22,19%), romano-catolici (21,9%) și persoane fără religie (3,71%). Pentru 24,36% din locuitori nu este cunoscută apartenența confesională.